# Le maree di Kithrup
Le maree di Kithrup (Startide Rising) è un romanzo di fantascienza del 1983 scritto da David Brin.
Il libro rappresenta il secondo capitolo di sei complessivi del ciclo delle cinque galassie (preceduto da Spedizione Sundiver e seguito da I signori di Garth). Nel 1984 è risultato vincitore quale miglior romanzo del Premio Hugo e del Premio Nebula. 

## Trama
L'astronave da esplorazione terrestre Streaker, col suo equipaggio misto composto da umani, delfini 'elevati' e un neoscimpanzé planetologo, scopre per caso un'enorme flotta di antiche navi abbandonate in una regione remota dello spazio. Potrebbero essere appartenute alla mitica prima razza dei Progenitori, ma per qualche motivo di tutto questo non vi è traccia nella vasta banca dati della Biblioteca universale.
Il team investigativo inviato dal comandante Creideiki è distrutto e in risposta al comunicato inviato alla Terra il Consiglio dei Terrageni risponde con poche parole in codice: - Nascondetevi. Attendete ordini. Non rispondete. 
Nascosti tra le acque insidiose del mondo oceanico di Kithrup i membri dell'equipaggio devono cercare di riparare la nave danneggiata, esplorare quel mondo isolato e fronteggiare anche un ammutinamento del tutto inaspettato. Nel frattempo in orbita intorno al pianeta infuria uno scontro senza esclusione di colpi tra le varie fazioni dei Galattici, che vorrebbero impossessarsi delle informazioni raccolte dalla nave terrestre.

## Edizioni
- David Brin, Startide Rising, Bantam Dell, 1983,  pp. 462, ISBN 0-553-23495-1.
- David Brin, Le maree di Kithrup, traduzione di Roberta Rambelli, collana Cosmo serie Oro, Editrice Nord, 1985,  p. 451, ISBN 88-429-0370-1.